# Руссело, Люсьен
Люсьен Руссело (фр. Lucien Rousselot; 4 мая 1900, Сен-Жермен-су-Ду (фр.), департамент Сена и Марна — 4 мая 1992, Фей-ле-Этан (фр.), департамент Уаза) — французский художник, иллюстратор и униформист.

## Биография
За годы своей долгой профессиональной карьеры Люсьен Руссело внёс огромный вклад, в первую очередь, в создание изображений воинской униформы французской армии разных периодов, с наибольшим вниманием к периоду Первой империи. Его главной работой считается «L’Armée française, ses uniformes, son armement, son équipement», впервые напечатанная в 1943—1971 годах, и представляющая собой серию из 106 иллюстраций военной формы. Иллюстрации Руссело отличаются значительным уровнем точности и используются во многих книгах, посвящённых наполеоновской тематике. Для создания своих рисунков Руссело сперва изготавливал манекены солдат в масштабе 1/7 в униформе и с амуницией, а затем, на их основе, рисовал.
Люсьен Руссело прожил более 90 лет. Его могила находится в городке Фей-ле-Этан (департамент Уаза).

## Награды
- Шевалье ордена Почётного легиона.
- Офицер ордена Искусств и литературы.
- Шевалье ордена Академических пальм.